# Piotr Szpilewoj
Piotr Iwanowicz Szpilewoj (ros. Пётр Иванович Шпилевой, ur. 1907 w Ałczewsku, zm. 1961) – radziecki działacz partyjny i państwowy.

## Życiorys
W 1925 kierował wydziałem agitacyjnym komitetu Komsomołu stalińskiego zakładu metalurgicznego i został członkiem RKP(b) oraz agitatorem-propagandzistą pawłowskiego rejonowego komitetu Komsomołu w okręgu stalińskim, następnie sekretarzem odpowiedzialnym tego komitetu. W latach 1926–1927 był słuchaczem okręgowej szkoły budownictwa radzieckiego i partyjnego w Stalino (obecnie Donieck), potem został instruktorem i wkrótce kierownikiem wydziału Komitetu Okręgowego Komsomołu w Stalino, później etatowym działaczem okręgowej i miejskiej Rady Związków Zawodowych w Stalino, 1931-1932 kierował grupą przemysłową Miejskiej Komisji Kontrolnej KP(b)U/Inspekcji Robotniczo-Chłopskiej w Stalino. Od 1932 do stycznia 1934 był kierownikiem grupy przemysłu ciężkiego i zastępcą przewodniczącego Donieckiej Obwodowej Komisji Kontrolnej KP(b)U, 1934-1936 kierownikiem Grupy Przemysłowej i starszym kontrolerem Pełnomocnictwa Komisji Kontroli Partyjnej przy KC WKP(b) na obwód doniecki, a od 1936 do sierpnia 1937 I sekretarzem Kirowskiego Komitetu Rejonowego KP(b)U w Stalino. Od sierpnia do listopada 1937 był II sekretarzem Komitetu Miejskiego KP(b)U w Stalino, od listopada 1937 do czerwca 1938 p.o. przewodniczącego Komitetu Wykonawczego Donieckiej Rady Obwodowej, a od czerwca 1938 do maja 1939 przewodniczącym Komitetu Wykonawczego Stalińskiej Rady Obwodowej, jednocześnie od 18 czerwca 1938 do 1940 członkiem KC KP(b)U. 7 lutego 1939 odznaczono go Orderem Lenina. 16 stycznia 1940 został aresztowany.